# Номерні знаки Мальти

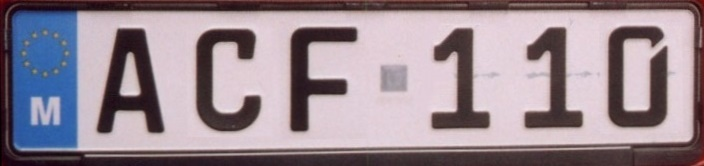
Номерний знак Мальти.

Автомобільні номерні знаки Мальти використовуються для реєстрації транспортних засобів у Мальти. Вони використовуються для перевірки законності використання, наявності страхування та ідентифікації транспортних засобів.
З 1995 року на Мальті використовується реєстраційна система з трьома літерами з трьома цмфрами (ZZZ 999). Символи завжди надруковані чорним кольором на білому тлі, а ліворуч — синя смуга ЄС з міжнародним кодом країни «М».

## Стандартні

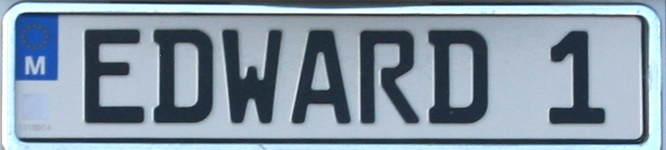
Персональний.

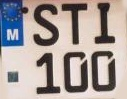
Мотоциклетний.

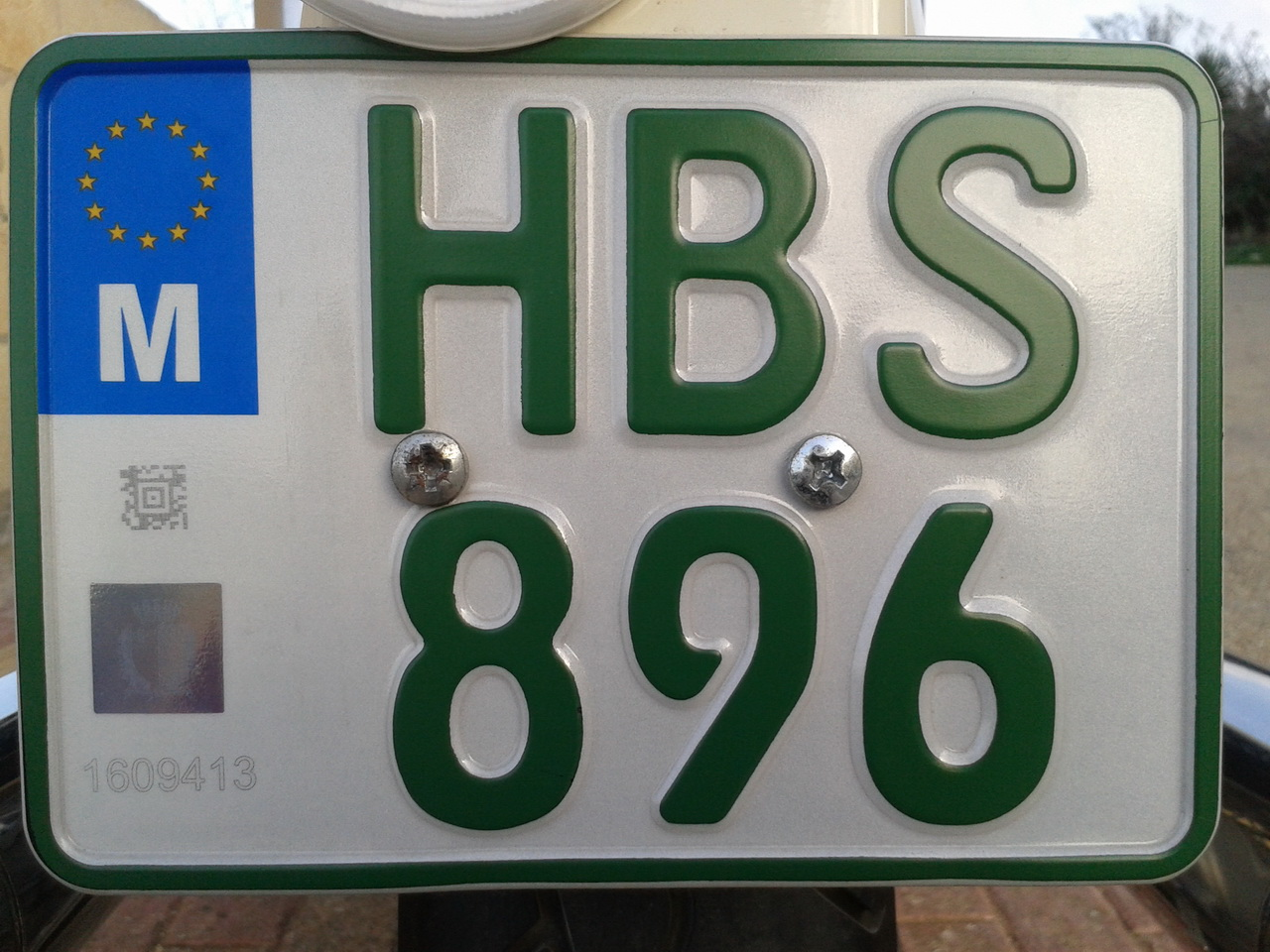
Для раритетного мотоцикла.

Всі приватні транспортні засоби мають номерні знаки згенеровані у випадковому порядку, за винятком того, що перший символ вказує, у якому місяці автомобіль має пройти відповідну перевірку.
Відповідність літер місяцям проходження перевірки:
| Місяць   |   |   |   |
| -------- | - | - | - |
| Січень   | A | M | Y |
| Лютий    | B | N | Z |
| Березень | C | O |   |
| Квітень  | D | P |   |
| Травень  | E | Q |   |
| Червень  | F | R |   |
| Липень   | G | S |   |
| Серпень  | H | T |   |
| Вересень | I | U |   |
| Жовтень  | J | V |   |
| Листопад | K | W |   |
| Грудень  | L | X |   |

Персональні номери можуть бути у двох варіантах:
- У форматі XXX999 (€200)
- Будь-яка комбінація з 1–9 символів та (або) цифр (€1500).

## Спеціальні

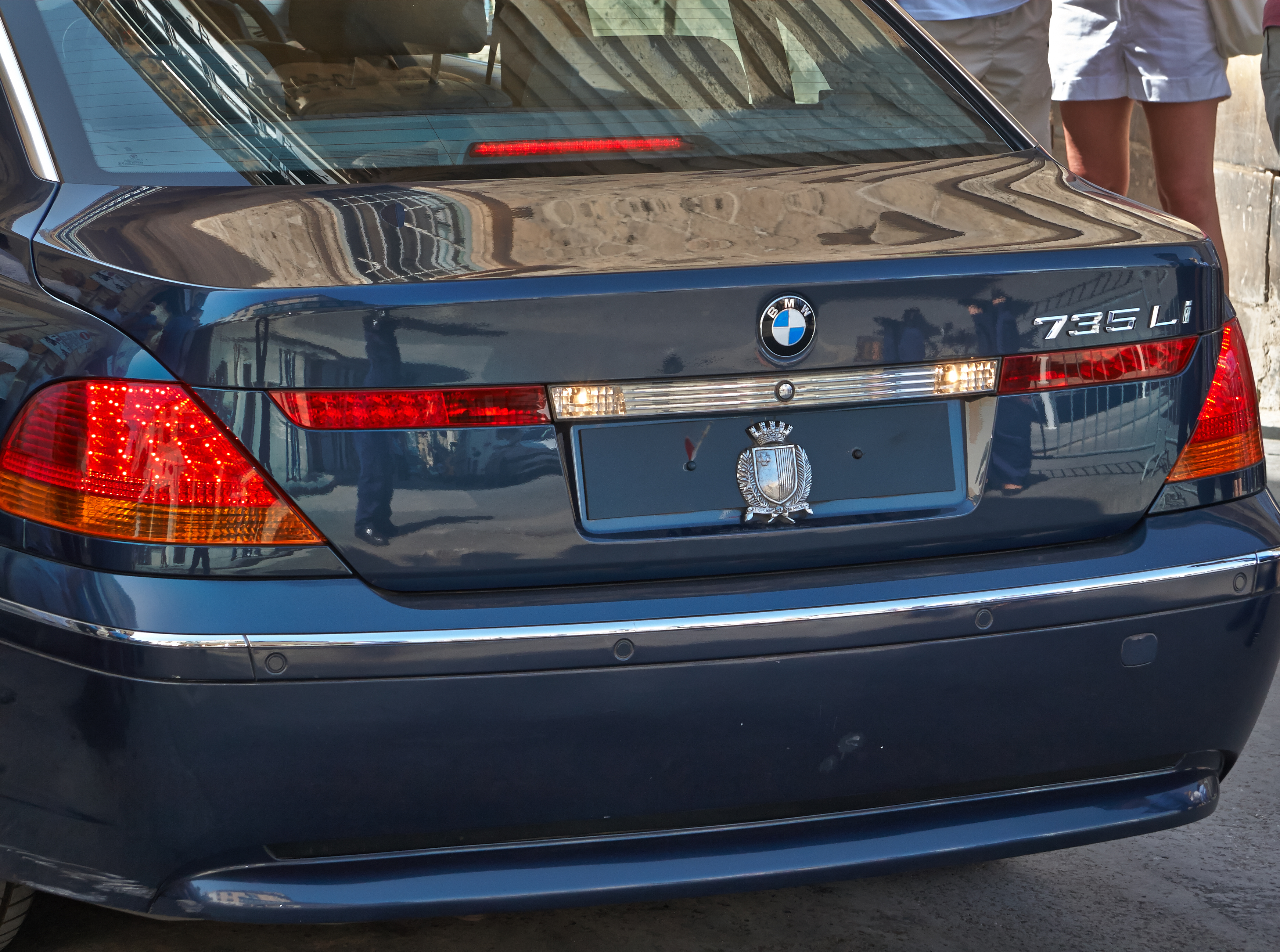
Автомобіль президента з гербом країни замість номера.

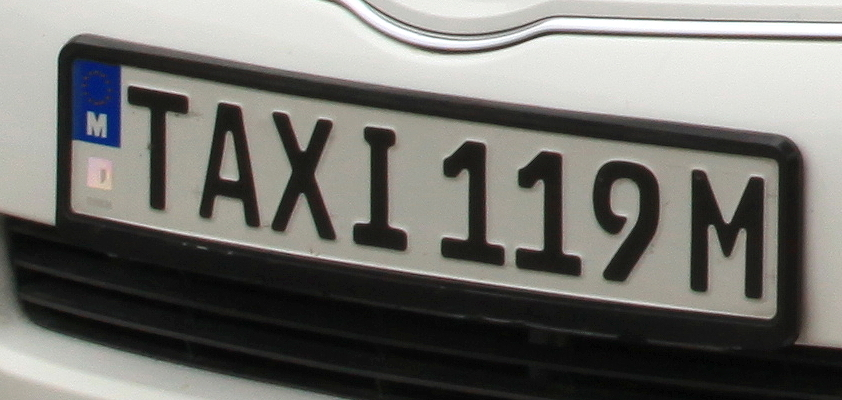
Номерний знак таксі.

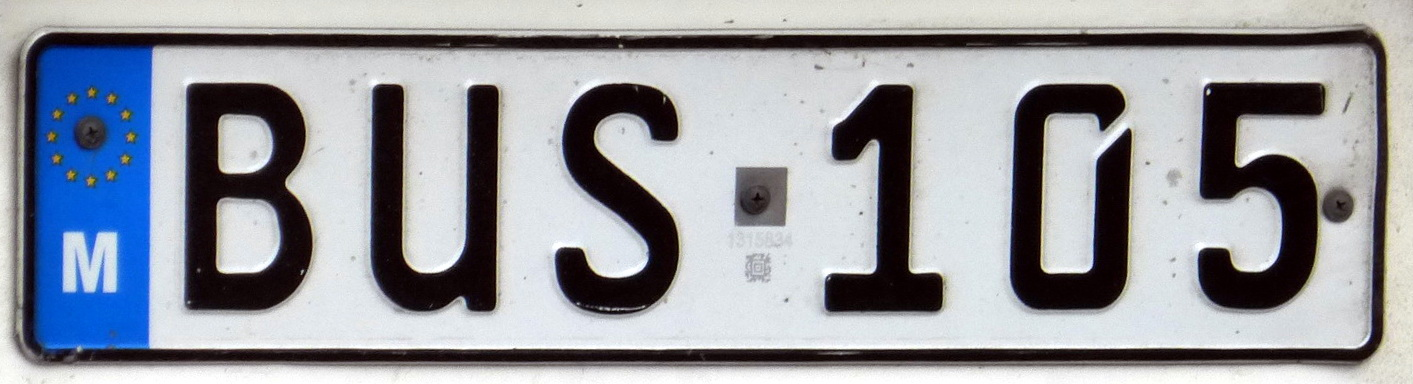
Номерний знак для автобусів.

- Прокат автомобілів: всі закінчуються на K або QZ (наприклад, XXK 001).
- З 2017 року символи реєстраційного знаку класичних та раритетних автомобілів надруковані сріблястим шрифтом на чорному тлі.
- Автомобілі в оренді: всі закінчуються на QZ (наприклад, XQZ 001).
- Таксі: префікс «TAXI», три цифри та одна літера M або G (наприклад, TAXI 001M для острова Мальта або TAXI 001G для Гоцо).
- Автобуси та мікроавтобуси: всі закінчуються PY (наприклад, XPY 001).
- Мальтійський автобус (нині вилучені): використовували DBY, EBY або FBY (наприклад, DBY 001, EBY 001 або FBY 001).
- Автобуси Arriva містять префікс «BUS» (наприклад, BUS 001).
- Транспортні засоби, звільнені від податків та зборів: всі починаються на TF (наприклад, TFX 001).
- Мобільні поштові відділення: починаються префіксом «POSTA» (наприклад, POSTA 1).
- Урядові та урядових установ: всі починаються на GV (наприклад, GVX 001).
  - Поліцейські: всі починаються префіксом GVP (наприклад, GVP 001).
  - Військові: всі починаються префіксом GVA (наприклад, GVA 001).
  - Департамент охорони здоров'я: всі починаються префіксом GVH (наприклад, GVH 001).
- Дипломатичні: Всі починаються префіксом CD (наприклад, CDX 001).
- Міністерські: викорстовуюють формат GM 99.
- Президента, прем'єр-міністра, архієпископа: державний герб замість номерного знака.

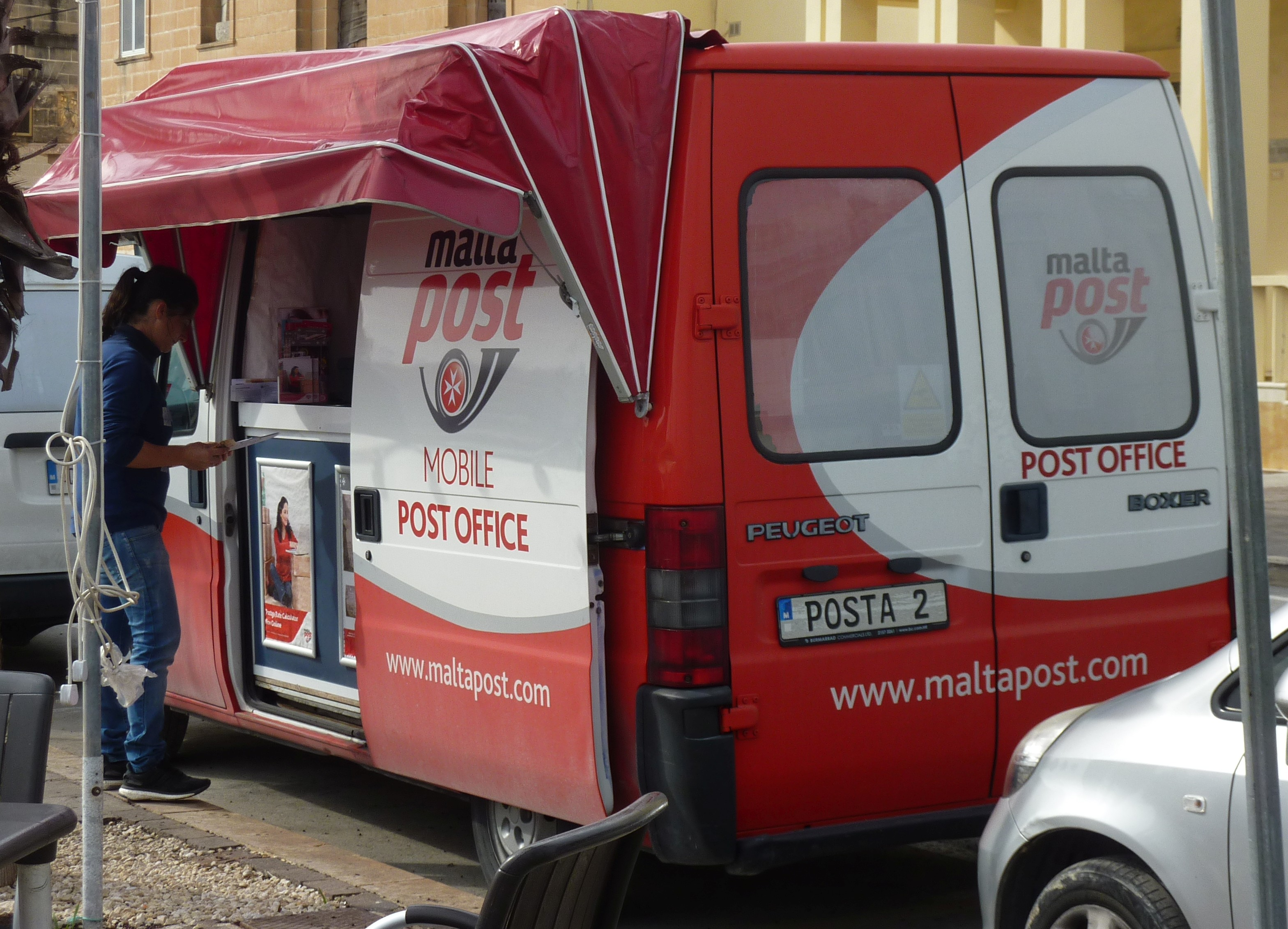
Мобільне поштове відділення.